# Lesparre-Médoc
Lesparre-Médoc là một xã trong tỉnh Gironde, thuộc vùng Nouvelle-Aquitaine của nước Pháp, có dân số là 4855 người (thời điểm 1999). Lesparre-Médoc nằm trên bán đảo Médoc.